# Долженко, Александр Фёдорович
Александр Фёдорович Долженко (1924—1946) — командир миномётного расчёта 244-го гвардейского стрелкового полка (82-я гвардейская стрелковая Запорожская Краснознамённая ордена Богдана Хмельницкого дивизия, 29-й гвардейский Лодзинский стрелковый корпус, 8-я гвардейская армия, 1-й Белорусский фронт), гвардии сержант, участник Великой Отечественной войны, кавалер ордена Славы трёх степеней.

## Биография
Родился в селе Владимировка ныне Доманёвского района Николаевской области (Украина) в крестьянской семье. Русский. Образование неполное среднее.
В Красной Армии с 8 марта 1944 года. Призван Широковским РВК, Украинская ССР, Днепропетровская область. В действующей армии с 10 мая 1944 года. Воевал на 3-м Украинском и 1-м Белорусском фронтах. Принимал участие в Люблин-Брестской, Варшавско-Познанской и Берлинской наступательных операциях.
Отличился в бою в Люблин-Брестской операции. Командир полка наградил медалью «За отвагу» 

 наводчика 82 мм миномёта 3 батальона гвардии ефрейтора Долженко Александра Фёдоровича за то, что он в бою 20 августа в районе села Эмалюв (ныне гмина Гловачув Козеницкого повята Мазовецкое воеводство, Польша)Польша точной наводкой миномёта уничтожил 7 солдат и станковый пулемёт противника  с его расчётом.— к медали «За отвагу» 
.
  
14 января 1945 года в ходе -Познанской наступательной операции при прорыве обороны противника в районе деревни Косны (Гмина Главачув в 69 км к югу от Варшавы), поддерживая атаку стрелковых подразделений, огнём миномёта уничтожил 3 огневые точки и 6 немецких солдат.
Приказом командира 82-й гвардейской стрелковой дивизии генерал-майора Хетагурова Г. И. 30 января 1945 года гвардии младший сержант Долженко Александр Фёдорович награждён орденом Славы 3-й степени.
При уничтожении окруженной группировки в районе города Познань (Польша), с 7 по 23 февраля 1945 года миномётный расчёт под командованием Долженко А. Ф. разрушил деревоземляную огневую точку, уничтожил одну полевую пушку, 8 пулемётных точек и более 25 гитлеровцев. 21 февраля 1945 года при отражении контратаки противника огнём из автомата уничтожил 8 гитлеровцев, чем способствовал выполнению боевой задачи.
Приказом командующего 8-й гвардейской армией от 7 мая 1945 года гвардии младший сержант Долженко Александр Фёдорович награждён орденом Славы 2-й степени.
В ходе Берлинской наступательной операции на подступах к городу Берлин (Германия) с 23 по 25 апреля 1945 года расчёт Долженко А. Ф., обеспечивая продвижение батальона, уничтожил 3 миномёта, 2 пулемёта и до взвода живой силы врага.
Указом Президиума Верховного Совета СССР от 15 мая 1946 года за образцовое выполнение боевых заданий командования в боях с немецко-фашистскими захватчиками на завершающем этапе Великой Отечественной войны гвардии сержант Долженко Александр Фёдорович награждён орденом Славы 1-й степени.
Гвардии сержант Долженко А. Ф. погиб в 1946 году при исполнении служебных обязанностей.

## Награды
- Полный кавалер ордена Славы:
  - орден Славы I степени (15.05.1946)[5];
  - орден Славы II степени (07.05.1945)[6];
  - орден Славы III степени (30.01.1945)[7];
  - «За отвагу» (28.08.1944)[8]
  - «За победу над Германией в Великой Отечественной войне 1941—1945 гг.» (9 мая 1945[9])
  - «За взятие Берлина» (9.5.1945)[10];
  - «За освобождение Варшавы» (9.06.1945)

## Память
- На могиле установлен надгробный памятник
- Его имя увековечено в Главном Храме Вооружённых сил России, и навсегда запечатлено на мемориале «Дорога памяти»[11].